# Håkon Aasnes
Håkon Aasnes (* 13. Februar 1943 in Oslo) ist ein norwegischer Illustrator, Comiczeichner und Comicautor.

## Leben
Aasnes absolvierte von 1972 bis 1973 eine Ausbildung zum Werbegrafiker an der Westerdals Reklameskole in Oslo.
Seit 1972 arbeitete er kontinuierlich als Comiczeichner und -autor. Er schuf Texte und Zeichnungen zu rund zwanzig verschiedenen Comicserien, einschließlich der norwegischen Comics wie Seidel und Tobram, Stomperud (Nr. 91 Stomperud), Smørbukk, Tuss und Troll, Kråka Konrad, Hanna, Gråtass, Annika und zur norwegischen Olsenbande gemeinsam mit Sverre Årnes.
Aasnes zeichnete auch für einige internationale Comicserien, wie unter anderem zu Phantom und Donald Duck in der Comic-Zeitschrift Donald Duck & Co (Norwegen). Die für Norwegen lizenzierten Disney-Figuren zeichnete er von 1976 bis 1979 bzw. mit Unterbrechung bis 1993. Aasnes war auch der erste Norweger, der für Disney gezeichnet hat und dessen eigene Zeichnungen, Geschichten und Szenarios auf der Grundlage eigener Ideen bei Disney eine offizielle Veröffentlichung erfuhren.
Håkon Aasnes lebt und arbeitet derzeit in Aurskog in der Provinz (Fylke) Akershus.
1981 wurde er mit dem Kulturpreis der Region für Kinder und Jugendliteratur (Kulturdepartementets priser for barne- og ungdomslitteratur) ausgezeichnet.

## Werke
Olsenbanden-Comic-Alben
- 1983: Olsenbanden raner hurtigruta. (Die Olsenbande plündert die Hurtigruten). Autor: Knut Bohwim; Szenario: Sverre Årnes; Zeichnungen: Håkon Aasnes.
- 1984: Olsenbanden og Hodeskallekuppet (Die Olsenbande und der Totenkopf-Coup), Autor/Szenario: Sverre Årnes; Zeichnungen: Håkon Aasnes.
- 1985: Olsenbanden kupper smuglerskatten (Die Olsenbande und der Schmugglerschatz-Coup), Autor/Szenario: Sverre Årnes; Zeichnungen: Håkon Aasnes.
- 1986: Olsenbanden Dobbeltgjengeren (Die Olsenbande und der Doppelgänger), 210 × 280 mm, Autor/Szenario: Sverre Årnes; Zeichnungen: Håkon Aasnes., ISBN 82-535-0772-0.
- 1988: Olsenbanden kupper Quruks stjerne (Die Olsenbande und der Quruks-Stern-Coup), Autor/Szenario: Sverre Årnes; Zeichnungen: Håkon Aasnes., ISBN 82-535-1071-3.